# Поноареле (Мехединци)
Поноареле (рум. Ponoarele) насеље је у Румунији у округу Мехединци у општини Поноареле. Oпштина се налази на надморској висини од 349 m. Овде се налази Божји мост.

## Становништво
Према подацима из 2002. године у насељу је живело 2940 становника, од којих су сви румунске националности.

### Хронологија
| Година       | 1992 | 1993 | 1994 | 1995 | 1996 | 1997 | 1998 | 1999 | 2000 | 2001 | 2002 | 2003 | 2004 | 2005 | 2006 | 2007 | 2008 | 2009 | 2010 | 2011 | 2012 | 2013 | 2014 | 2015 | 2016 | 2017 |
| ------------ | ---- | ---- | ---- | ---- | ---- | ---- | ---- | ---- | ---- | ---- | ---- | ---- | ---- | ---- | ---- | ---- | ---- | ---- | ---- | ---- | ---- | ---- | ---- | ---- | ---- | ---- |
| Становништво | 2757 | 2725 | 2734 | 2720 | 2709 | 2694 | 2793 | 2808 | 2833 | 2805 | 2811 | 2797 | 2826 | 2779 | 2766 | 2726 | 2668 | 2615 | 2589 | 2554 | 2559 | 2518 | 2482 | 2443 | 2439 | 2396 |